# Palazzo Cavalli
Palazzo Cavalli o Palazzo Corner Martinengo è un edificio di Venezia, ubicato nel sestiere di San Marco e affacciato sul Canal Grande.

## Storia
Edificato nel XVI secolo e rimaneggiato nei secoli successivi, Palazzo Cavalli è noto per aver ospitato, nel XIX secolo, lo scrittore James Fenimore Cooper.
È stato di proprieta' della famiglia Rava' di Venezia dai primi del 1900 fino al 1957, anno in cui fu acquisito e completamente restaurato dal dott. Ennio Forti, imprenditore e cavaliere del lavoro, che vi risiedette per trent'anni prima di cederlo nel 1989 al Comune di Venezia. E' attuale sede del Centro Previsioni e Segnalazioni Maree del comune di Venezia e sede di matrimoni.

## Architettura
La facciata, classicamente cinquecentesca, è alta tre piani.
Il piano terra ha due portali su una piccola fondamenta che dà sul canale.
I due piani nobili, sporgenti rispetto al pian terreno, sono abbelliti da due quadrifore a tutto sesto con balaustrine, affiancate da tre monofore per lato con parapetti.
Un piccolo attico con terrazza, risalente a un'epoca più recente, si trova sulla parte centrale della sommità dell'edificio, sopra la sottile cornice dentellata che percorre il sottotetto.
Sul lato che dà sulla calle, il palazzo conserva un antico liagò ligneo, classica loggetta terrazzata, tipica delle architetture nobili veneziane, di cui sopravvivono pochi esempi.

## Centro Previsioni e Segnalazioni Maree
All'inizio degli anni 1970, il Comune di Venezia istituì il primo servizio di osservazione delle maree, per segnalare, con una sirena posta sul campanile di San Marco, l'avvicinarsi di gravi eventi causati dall'acqua alta. Nel 1980, a seguito dell'inondazione del 1979, fu istituito il nuovo servizio del Centro Previsioni e Segnalazioni Maree, con il compito di garantire alla cittadinanza la massima informazione sulla marea ed un efficace e tempestivo servizio di allarme, in caso di acqua alta eccezionale. Per assolvere tali compiti il Centro si è progressivamente arricchito di sistemi sempre più perfezionati, raggiungendo un notevole livello di prestazione nel monitoraggio, nella previsione e nell'informazione.